# Lilica Boal
Maria da Luz Freire de Andrade (Tarrafal de Santiago, 1934 - Praia, 6 de novembro de 2024), mais conhecida como Lilica Boal, foi uma historiadora, filósofa, professora e ativista antifascista cabo-verdiana que lutou pela independência da Guiné-Bissau e Cabo Verde e contra a ditadura do Estado Novo.
Foi a primeira mulher deputada cabo-verdiana, sendo também a única figura feminina da primeira legislatura da Assembleia Nacional de Cabo Verde.

## Biografia
Lilica nasceu em 1934, no Tarrafal de Santiago, filha de pais comerciantes, Dona Eulália Andrade, mais conhecida por Nha Beba e José Freire Andrade, conhecido por Nho Papacho.
Lilica viveu no Tarrafal até aos 11 anos e depois foi para São Vicente, para o Liceu Gil Eanes. Vem mais tarde para Portugal, e em Braga conclui o sexto e sétimo anos. Estudou na Universidade de Coimbra, onde frequentou a Faculdade de Letras Histórico-Filosóficas e onde começou a namorar o angolano Manuel Boal, com quem casou em 1958.
Lilica faleceu a 6 de novembro de 2024, no Hospital Agostinho Neto, na cidade da Praia.

### Carreira política
Dois anos depois muda-se para Lisboa, onde se inscreve na licenciatura em história e filosofia pela Universidade de Lisboa; neste ambiente começa a frequentar a Casa dos Estudantes do Império. É nesse momento que começa a identificar-se com os ideais da libertação. Neste grupo discutia-se a situação que se vivia nos diferentes países africanos e qual podia ser o papel deles na luta pela libertação.
Em junho de 1961 regressa ao continente africano, juntamente com estudantes africanos, com o objetivo de lutar pela independência noutros lugares, numa "fuga rumo à luta" como diziam. Esta fuga foi clandestina e passou pelo Porto, San Sebastian onde estiveram presos por 48 horas, França, Alemanha e por fim aterram no Gana.
Trabalhou no Senegal, em Dacar, desempenhando funções no Gabinete do Partido Africano para a Independência da Guiné e Cabo Verde (PAIGC) e é nesse país que contacta a comunidade de Cabo Verde visando discutir e mobilizar aquela comunidade para a possibilidade de lutar pela independência daquele país. É no Senegal que também trata os feridos de guerra que chegavam por Ziguinchor, na fronteira.
Em Conacri, na Guiné, trabalhou na reciclagem e formação de professores durante as férias.
A convite de Amílcar Cabral, assume em 1969 a Direção da Escola-Piloto do Partido Africano para a Independência da Guiné e Cabo Verde (PAIGC), inaugurada em 1965, em Conacri, e que tinha como objetivo acolher os filhos combatentes e os órfãos de guerra.
A própria Lilica Boal declara ao jornal Público: "Amílcar tinha essa preocupação do género. Dizia que a mulher tinha de lutar pela sua liberdade. Escolheu mulheres em todos os sectores da luta: educação, saúde, informação, logística."
Também era ela a responsável pela elaboração dos manuais desta escola, uma vez que os existentes não abordavam a realidade do seu país. A pesquisa dos conteúdos a serem ensinados era feita por consulta de manuais escolares de outros países, inclusive do Senegal, adaptando depois ao contexto local.
Nessa escola ensinava-se o português, o francês e o inglês, geografia e a história da Guiné e de Cabo Verde, para formar os futuros quadros destes dois países. Foram também atribuídas bolsas de estudo, o que permitiu a muitos estudantes continuarem a estudar em Cuba, na ex-União Soviética, na Alemanha Democrática ou na Checoslováquia. Esta escola tinha um forte apoio internacional desde Cuba, à Suécia, França, ex-União Soviética ou França.
Lilica Boal refere: "Na Escola-Piloto precisávamos de estar preparados para tudo, por isso, tínhamos aulas para aprender a manejar armas."
No período em que esteve na Escola-Piloto, integrou a direção da União Democrática das Mulheres (UDEMO), sendo responsável pelas relações internacionais. Participou em encontros internacionais de mulheres onde se discutia a situação da mulher em África e no mundo. Nestes encontros internacionais, Lilica Boal encontrou também personalidades marcantes no seu percurso como: Jeanne Martin Cisse, secretária-geral da União Revolucionária das Mulheres da Guiné-Conacri e da Organização Pan-africana das Mulheres; Awa Keita, do Mali, membro do Comité Constitucional da República Sudanesa e a primeira mulher parlamentar do Mali, que liderou a União das Mulheres da África do Oeste (UFOA), e Valentina Vladimirovna Tereshkova, a primeira mulher a voar numa nave espacial.
Entre 1974 e 1979 foi diretora do Instituto Amizade do PAIGC, na Guiné-Bissau, e mais tarde foi para o Ministério da Educação como diretora-geral da coordenação, a segunda da hierarquia. Entre 1979 e final de 1980 foi diretora-geral da coordenação do Ministério da Educação guineense. Em 1980, depois do golpe de Nino Vieira, regressa a Cabo Verde e trabalha como inspetora-geral da educação. Posteriormente, inicia funções no Instituto Cabo-verdiano de Solidariedade onde permanece até se reformar.

## Obra
Foi uma das fundadoras da Organização das Mulheres de Cabo Verde, onde foi responsável pelas relações internacionais da organização. Esta organização trabalhava nas áreas da alfabetização, da formação de pequenos negócios, geradores de rendimentos, tendo em vista a autonomia das mulheres.

## Reconhecimentos
- 20-01-2020 - Sessão de homenagem à Combatente da Liberdade da Pátria, Lilica Boal, "Dia dos Heróis Nacionais", Mercado de Cultura e Artesanato, em Tarrafal.[9]
- 2015 - A Casa da Mensagem, documentário da autoria de Margarida Mercês de Melo, com áudio de António Garcia, produção de Gertrudes Marçal, realização de Rafael Abalada Matos e seleção musical de Margarida Mercês de Melo. Depoimentos de Adriano Moreira, Alberto João Jardim, Fernando Mourão, Fernando França Van-Dúnem, Fernando Vaz, Hélder Martins, João Cravinho, Joaquim Chissano, Lilica Boal, Luís Cilia, Magui Leite Velho Mendo, Manuel Boal, Manuel Videira, Mário Machungo, Miguel Trovoada, Moacyr Rodrigues, Óscar Monteiro, Pedro Pires, Pepetela, Raúl Vaz Bernardo e Ruy Mingas.[10]